# Jorge Santillana
Jorge Santillana Villaseñor (ur. 5 czerwca 1969 w mieście Meksyk) – były meksykański piłkarz występujący najczęściej na pozycji napastnika.